# Pittsburg (Nevada)
Pittsburg é uma vila no condado de Lander, estado do Nevada, nos Estados Unidos. O seu nome deve-o a Pittsburgh.  Fica situada a 1.880 m de altitude. 